# Buleuteri d'Olímpia

Plànol del santuari d'Olímpia. El buleuteri hi era en el núm. 31

El buleuteri d'Olímpia es trobava a la zona sud del bosc sagrat del santuari d'Olímpia, a prop al temple de Zeus Olímpic, encara que separat d'aquest pels límits del recinte de l'Altis.
Va ser l'edifici de l'allotjament, sala de sessions, reunions i ubicació específica de la bulé, el Senat d'Elis. A aquest senat o consell se li atribuïa la facultat de resoldre les denúncies presentades contra els jutges i atletes per irregularitats comeses en els Jocs Olímpics, així com qualsevol altre tipus de reclamació urgent i greu relacionada amb aquests.
A més d'aquesta funció, al buleuteri es guardaven diversos materials i utensilis esportius, i arxius i registres amb els resultats de les competicions.
Se n'ignora la data de la construcció; es pensa que seria entre el 668 i el 572 ae, a causa de la semblança de la tècnica constructiva amb la de Pisa.
El conjunt arquitectònic, el componien dues naus absidials de diferents dimensions (30,79 m la del nord i 30,53 m la del sud), que emmarcaven dins un espai interior un pati quadrat de 14,28 m de costat. Als dos edificis absidials s'accedia per l'est.
Durant el període hel·lenístic a l'edifici originari s'afegí un pòrtic oriental d'estil jònic. En època romana s'amplià amb un pòrtic d'estil dòric en forma de Ρ grega (ro), orientat a l'est.
Al centre del pati quadrat, es trobà una base o pedestal al centre, punt s'erigiria l'estàtua de Zeus Horci («Zeus venjador»), davant la qual els participants i directors dels jocs feien jurament de fidelitat a les normes esportives. La ubicació de l'estàtua ací es recolza en la notícia que el jurament davant l'estàtua del buleuteri es feia en una estructura oberta, segons el costum grec que els juraments als déus havien de fer-se a l'aire lliure. Pausànias diu respecte a l'estàtua que «la del buleuteri és de totes les imatges de Zeus la més apropiada per atemorir els injusts. El seu nom és Horci, i té un llamp a cada mà». Després descriu detalladament l'acte del jurament. Davant dels peus de Zeus Horci hi havia una tauleta de bronze amb una inscripció, en versos elegíacs, per infondre temor als qui juressin en fals.